# Uthiramerur
Uthiramerur es una ciudad y nagar Panchayat situada en el distrito de Kanchipuram en el estado de Tamil Nadu (India). Su población es de 25194 habitantes (2011). Se encuentra a 81 km de Chennai y a 28 km de Kanchipuram. 

## Demografía
Según el censo de 2011 la población de Uthiramerur era de 25194 habitantes, de los cuales 12569 eran hombres y 12625 eran mujeres. Uthiramerur tiene una tasa media de alfabetización del 81,74%, superior a la media estatal del 80,09%: la alfabetización masculina es del 89,17%, y la alfabetización femenina del 74,42%.